# 伦高
伦高是奥地利上奥地利州因河畔布劳瑙县的一个市镇。总面积58.1平方公里，总人口4292人，人口密度73.9人/平方公里（2005年）。